# Высокогорский сельсовет
Высокогорский сельсовет — упразднённая административная единица на территории Березинского района Минской области Республики Беларусь.

## Состав
Высокогорский сельсовет включал 13 населённых пунктов:
- Барсуки — деревня.
- Высокая Гора — деревня.
- Глинище — деревня.
- Девяница — деревня.
- Еловка — деревня.
- Замосточье — деревня.
- Корма — деревня.
- Меденка — деревня.
- Ольшанец — деревня.
- Старые Гумны — деревня.
- Столпы — деревня.
- Тыльковка — деревня.
- Харчичи — деревня.